# R-33
R-33 – radziecki najbardziej zaawansowany technologicznie pocisk rakietowy przeznaczony do zwalczania celów powietrznych na dalekich dystansach, naprowadzany półaktywnym systemem radiolokacyjnym korygowanym bezwładnościowym systemem nawigacyjnym INS. Pocisk zaprojektowano przede wszystkim do przenoszenia przez myśliwiec przechwytujący MiG-31 i przeznaczony do walki z samolotami bombowymi i rozpoznawczymi takimi jak B-52 Stratofortress, B-1 Lancer i SR-71 Blackbird. W nomenklaturze NATO pocisk nosi oznaczenie AA-9 Amos. Sposób naprowadzania i przeznaczenie pocisku R-33 było podobne jak amerykańskiego AIM-54 Phoenix.

## Historia
Początki projektu pocisku R-33 sięgają 1968 roku, kiedy to postanowiono zastąpić dotychczas używany myśliwiec przechwytujący MiG-25 uzbrojony w specjalnie dla niego skonstruowany pocisk R-40 nowocześniejszą kombinacją samolotu MiG-31 i dedykowanego pocisku. Nowy samolot miał być bardziej uniwersalny niż zaprojektowany wyłącznie do przechwytywania szybkich i wysoko latających celów takich jak bombowiec XB-70 Valkyrie. Wymagano również większej zwrotności nowej maszyny umożliwiającej podjęcie walki powietrznej.
W maju 1968 roku podjęto decyzję o rozpoczęciu w zakładach GosMBK "Wympieł" (ГосМКБ «Вымпел») prac rozwojowych nad nowym pociskiem rakietowym oznaczonym jako E-155MP. Projekt został oznaczony zgodnie z przyjętą w zakładzie nomenklaturą, jako K-33, kolejny z serii po K-13 i K-23.
Jeszcze w 1968 roku zbudowano dwa prototypy, które zostały skonstruowane w układzie "kaczki" w celu zapewnienia możliwości wystrzeliwania z tych samych wyrzutni co R-40.
W 1972 roku przebudowano trzy samoloty do roli latających laboratoriów, które miały za zadanie przetestować poszczególne elementy pocisku. MiG-25 posłużył jako platforma badawcza do testów odpalania, MiG-21 do testowania głowicy naprowadzającej i Tu-104, którego zadaniem było przetestowanie nowego radaru ze skanowaniem fazowym ZBI-16 Zasłon i jego współpracy z systemem naprowadzającym pocisku.

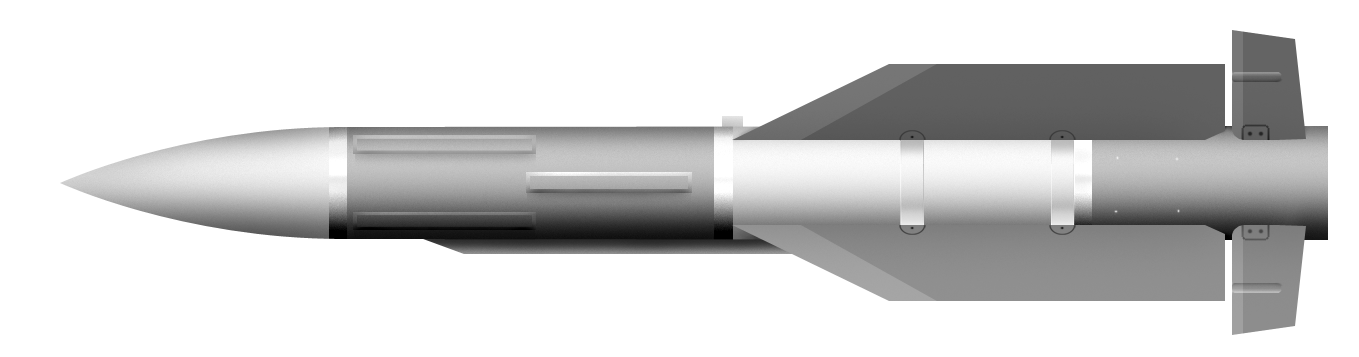
Schemat rakiety R-33

Równocześnie prowadzono prace badawcze nad czterema rodzajami systemów naprowadzających dla pocisku R-33: półaktywnej głowicy radiolokacyjnej, aktywnej głowicy radiolokacyjnej, głowicy termicznej i kombinowanej termiczno/radiolokacyjnej. Ostatecznie podjęto decyzję, że pocisk będzie produkowany tylko w jednej wersji naprowadzanej radiolokacyjnie systemem półaktywnym z dodatkowym bezwładnościowym systemem nawigacyjnym (INS).
Ze względu na konieczność zastosowania większego radaru i przystosowania pocisku do nowego standardu zamków uzbrojenia podwieszanego, konieczna była zmiana projektu R-33. W ramach przebudowy zmniejszono rozpiętość powierzchni nośnych pocisku dodając możliwość ich składania z 1100 mm do 900 mm i powiększono głowicę bojową. 
Po przeprowadzeniu serii testów fabrycznych i w jednostkach wojskowych, pocisk został wprowadzony do uzbrojenia lotnictwa Związku Radzieckiego 6 maja 1981 roku.

## R-37
Decyzją rządu radzieckiego z dnia 8 kwietnia 1983 roku rozpoczęto prace rozwojowe nad unowocześnioną wersją pocisku R-33 oznaczoną jako K-37 przeznaczoną dla samolotów MiG-31M.
Pierwsze testy wystrzelenia nowych pocisków przeprowadzono w 1988 roku, ale dalsze prace rozwojowe zostały przerwane w 1997 roku ze względu na wycofanie się z projektu strony ukraińskiej.